# 大鱗下脂鯉
大鱗下脂鯉，為輻鰭魚綱脂鯉目脂鯉亞目上口脂鯉科的其中一個種，分布於南美洲 蓋亞那埃塞奎博河流域，體長可達6.8公分，棲息在植被生長茂密的水域，生活習性不明。